# Frutariánství

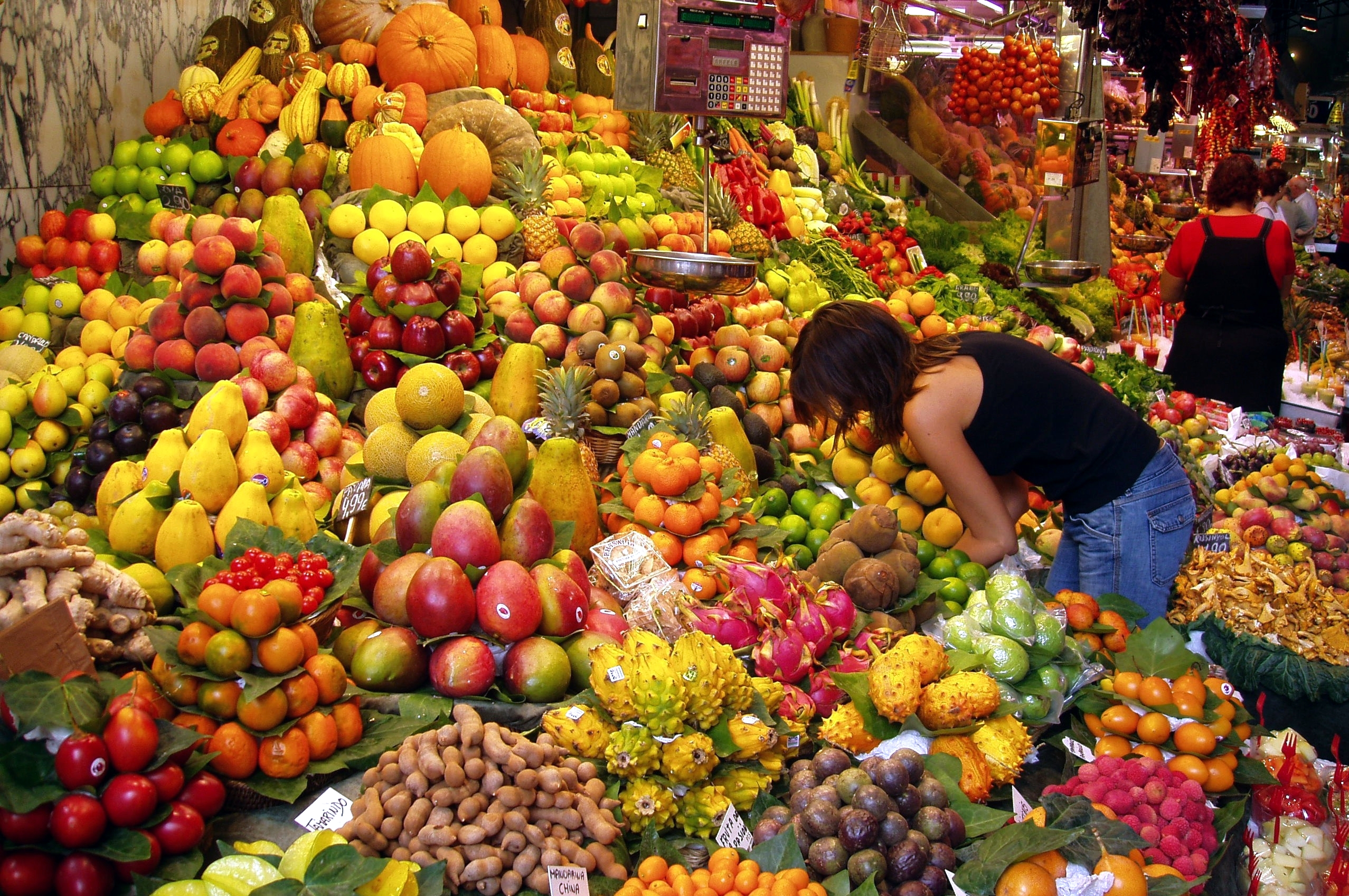
Stánek s ovocem na barcelonském tržišti.

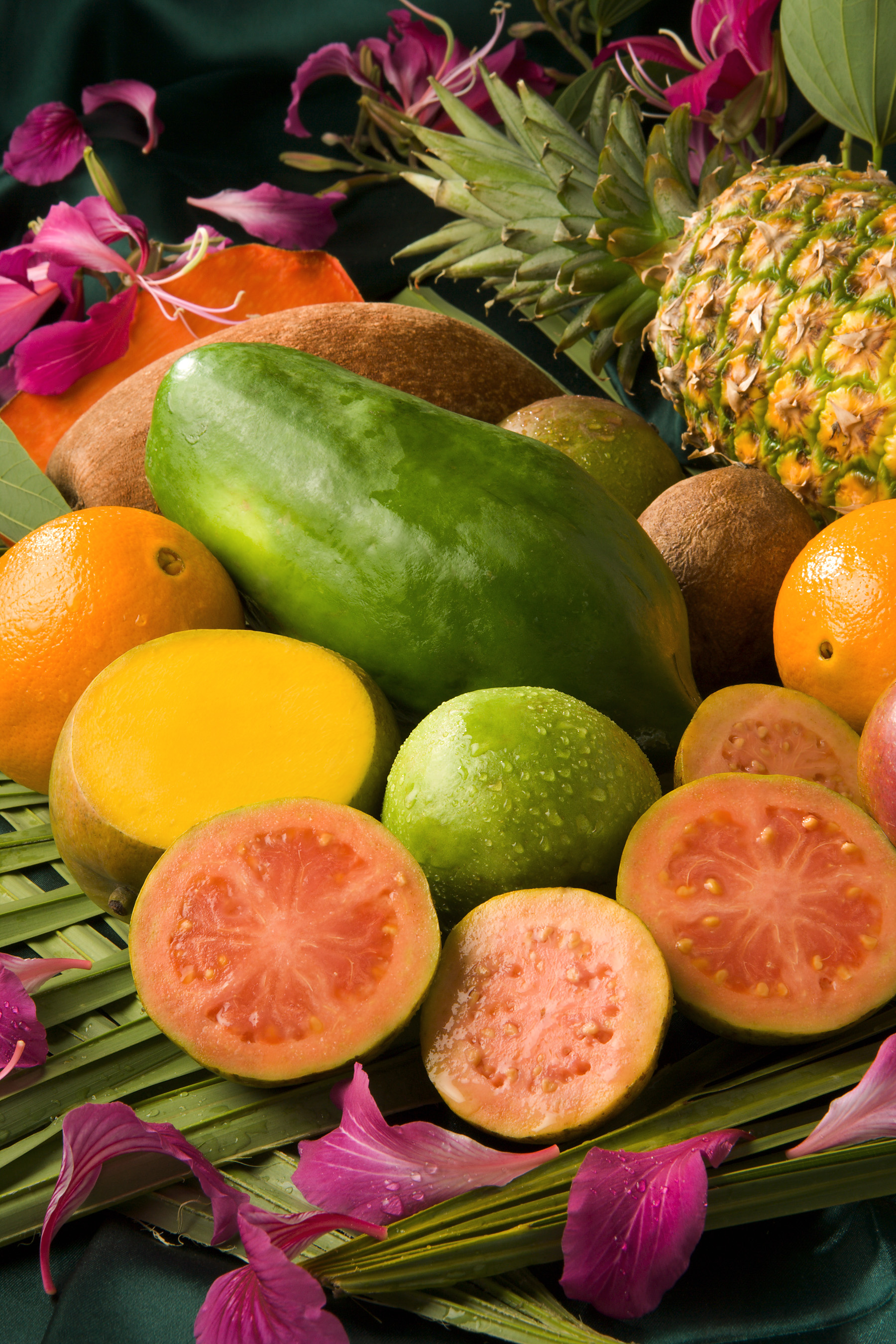
Tropické ovoce

Frutariánství (též fruktoriánství, fruktariánství nebo fruitariánství) je dieta, jedno z méně častých druhů vegetariánství a jedná se o striktní formu veganství, kdy strava zahrnuje pouze ovoce, ořechy, semena, a jiné plody. Při sběru plodů navíc nesmí být zraněna rostlina, a proto jedí někteří frutariáni jen plody, které spadly na zem.[zdroj?] Většina frutariánů však zastává názor, že pokud je plod zralý a lze snadno oddělit od dárcovské rostliny, nejedná se o negativní zásah do života rostliny, podobně jako opatrné zkracování nehtů nemá negativní vliv na zdraví či psychiku člověka. Frutariáni běžně jedí jablka, hrušky, hrozny, pomeranče, melouny, banány, rajčata, ale vyhýbají se bramborům nebo luštěninám. Základní myšlenkou frutariánství je uznání rostlin jako plnohodnotných živých organismů, nikoli pouhých „polověcí“, jak jsou, oproti živočichům, vnímány značnou částí lidí, a to jen na základě větší subjektivně vnímané odlišnosti tělesné struktury.

## Vliv na zdraví
Podle výživových specialistů je frutariánská strava vhodná pro dospělé jen po omezenou dobu, nevhodná pro dospívající osoby a zcela nevhodná pro děti.

## Motivace
Někteří frutariáni, kteří se hlásí k židovsko-křesťanským přesvědčením, tvrdí, že frutariánství je původní dietou lidstva ve formě Adama a Evy založená na neobvyklé interpretaci knihy Genesis. Domnívají se, že návrat do podobného ráje bude vyžadovat jednoduchý život a holistický přístup ke zdraví a stravě.[zdroj?] Někteří[kdo?] frutariáni tvrdí, že jíst některé druhy ovoce dělá rostlinám laskavost a že čerstvé ovoce bylo vyvinuto jako potrava k dosažení rozptýlení semen. U některých frutariánů vychází motivace z fixace na utopické minulosti, která předchází agrární společnosti, kdy byli lidé prostí sběrači. Společnou motivací je touha odstranit vnímanou toxicitu z těla.[zdroj?]

## Dentální studie
V roce 1979 profesor Alan Walker, paleontolog z Univerzity Johns Hopkins, uvedl, že předběžné studie neoznačené zubní skloviny u raných hominidů naznačují, že předchůdci člověka měli jídelníček složený hlavně z ovoce.

## Klinická studie
Roku 1971 publikoval v jihoafrickém časopise[jaký?] B. J. Meyer studii, kde popsal, jak se zlepšují tukové profily a tolerance glukózy na určité ovocné stravě.[zdroj?]

## Nutriční nedostatky
Frutariánství je ještě restriktivnější než veganství nebo RAW strava. Udržování této diety po dlouhou dobu může vést k nebezpečným nedostatkům, kterým se snaží frutariáni předejít pomocí nutričních testů a vitamínových injekcí. Program podpory zdraví na Columbijské univerzitě uvádí, že ovocná strava může způsobit nedostatek vápníku, bílkovin, železa, zinku, vitaminu D, většiny vitamínů B (zejména B12) a esenciálních mastných kyselin.
I když ovoce poskytuje zdroj sacharidů, má velmi málo bílkovin a protože bílkoviny nemohou být uloženy v těle jako tuky a sacharidy, frutariáni musejí dávat pozor, aby konzumovali dostatek bílkovin každý den. Když tělo nepřijímá dostatek bílkovin, vynechává aminokyseliny, které jsou nezbytné pro tvorbu tělních bílkovin, které podporují růst a udržování tělních tkání. Konzumace velkého množství ovoce také představuje riziko pro diabetiky nebo pre-diabetiky, kvůli negativnímu účinku, velké množství cukru má totiž vliv na hladinu cukru v krvi. Takto velké množství cukru znamená, že frutariáni jsou vystaveni vysokému riziku vzniku zubního kazu.

## Vitamín B12
Vitamín B12 nelze získat z ovoce. Podle amerických národních institutů zdraví jsou přírodní potravinové zdroje vitamínu B12 omezeny na potraviny živočišného původu. Stejně jako pro RAW vegany, kteří nekonzumují potraviny obohacené o B12 (například některé rostlinné mléko), frutariáni potřebují zahrnout do stravy doplněk B12, nebo hrozí riziko nedostatku tohoto vitamínu.

## Otázky růstu a vývoje
U dětí může být růst a vývoj v ohrožení.[zdroj?] Někteří odborníci[kdo?] na výživu uvádějí, že děti by neměly dodržovat ovocnou dietu. Nutriční problémy zahrnují závažnou podvýživu bílkovinnou energií, chudokrevnost a nedostatky včetně bílkovin, železa, vápníku, esenciálních mastných kyselin a širokého spektra vitamínů a minerálů.